# Musicline.de
musicline.de ist ein deutschsprachiger Online-Musikdienst, der die gesamte Musik-Datenbank der in Hamburg ansässigen PHONONET GmbH abbildet. Das Portal wurde 2001 ins Leben gerufen und umfasste im Jahr 2010 nach eigener Aussage etwa vier Millionen Einträge von etwa 200.000 Künstlern. Im Januar 2010 konnte die Website laut IVW etwa 352.000 Besucher verzeichnen, davon etwa 80 Prozent aus Deutschland.

## Geschichte
Das Portal wurde 2001 auf der popkomm vorgestellt. Es enthielt zu diesem Zeitpunkt Daten zu rund 150.000 Musikalben und Videos, weiterhin standen Ausschnitte aus rund 1,7 Millionen Musikstücken zum kostenfreien Anhören bereit. Beim Start waren 121 Plattenfirmen an dem Angebot beteiligt. Bereits kurz nach dem Start erwirkte ein Schweizer Unternehmen eine einstweilige Verfügung gegen den Betreiber Phononet wegen möglicher Verletzung von Namensrechten. Die Verfügung wurde Ende August 2001 wieder aufgehoben. 2002 wurde die Datenbank von musicline.de in MSN integriert, 2003 in das Online-Musikangebot von AOL.
Die Plattform nahm als erste 2008 an Tests einer vom Fraunhofer-Institut für Digitale Medientechnologie in Ilmenau entwickelten Software zur Melodieerkennung teil.

## Inhalte
Es können zu fast allen Stücken Hörproben im WMA- und MP3-Format heruntergeladen werden. Weitere Funktionen sind die historische Chartverfolgung der Produkte, ausführliche Künstlerbiographien sowie ein Genrelexikon. Auch erweiterte Suchfunktionen (EAN, Veröffentlichung, Plattenlabel oder Genre etc.) und eine Melodiesuche sind möglich. Die Chartssuche für die Single-Charts ist ab der 27. Kalenderwoche 1959 möglich, auf die Longplay-Charts kann ab der 3. Kalenderwoche 1992 zugegriffen werden.
Des Weiteren stellt musicline.de ein Widget in Form einer kompakten Suchmaske zur Verfügung, mit dem auch außerhalb des Internetbrowsers Suchabfragen gestartet werden können.
Unter anderem hat musicline.de Partnerschaften mit musicload, hekticket und jpc. Die Seite bietet regelmäßige Specials und Gewinnspiele z. B. zu Neuveröffentlichungen an.
2002 wurde musicline.de in Cannes mit dem internationalen MidemNet-Award für „Best Service“ geehrt.